# Sachsen-Hildburghausen
Công quốc Sachsen-Hildburghausen (tiếng Đức: Herzogtum Sachsen-Hildburghausen) là một nhà nước thuộc Đế quốc La Mã Thần thánh, được cai trị bởi dòng Ernestine, nhánh trưởng của triều đại Wettin. Lãnh thổ của nó nằm phía Nam bang Thuringia của Đức ngày nay.
Sau cái chết của Công tước Ernst Ngoan đạo xứ Sachsen-Gotha vào năm 1675, lúc đầu 7 người con của Ernst vẫn cai trị chung công quốc, đến năm 1680, Sachsen-Gotha được chia tách cho các con trai của ông. Vùng đất Hildburghausen được chia cho người con thứ 6 là Công tử Ernst, và lập ra Sachsen-Hildburghausen. Nhưng công quốc mới không được độc lập hoàn toàn, nó phụ thuộc vào chính quyền ở Gotha của người anh cả là Friedrich I, Công tước xứ Sachsen-Gotha-Altenburg và nó chỉ độc lập trên thực tế từ năm 1702.
Sau cái chết của người họ hàng Công tước xứ Sachsen-Gotha-Altenburg năm 1825 mà không để lại người thừa tự, Các công quốc Ernestine đã thực hiện cải tổ lãnh thổ. Friedrich, Công tước xứ Sachsen-Hildburghausen đã được thừa kế Sachsen-Altenburg, đổi lại ông sẽ nhượng Sachsen-Hildburghausen cho Công tước xứ Sachsen-Meiningen.